# Iwuy Communal Cemetery
Le cimetière « Iwuy Communal Cemetery » est l'un des deux cimetières militaires de la Première Guerre mondiale situés sur le territoire de la commune d'Iwuy, Nord. Le second est Niagara Cemetery, Iwuy.

## Localisation
Ce cimetière est situé à l'est de la ville, en plein milieu du cimetière communal, rue du Cimetière.

## Historique
Occupée dès la fin août 1914 par les troupes allemandes, la ville d'Wuy est restée  loin du front jusqu'au 11 d'octobre 1918, date à laquelle  les positions allemandes qui défendaient la ville ont été attaquées par les troupes britanniques. Iwuy a finalement été définitivement libérée dans les jours suivants. Le cimetière britannique a été créé en octobre 1918.

## Caractéristique
Le cimetière contient 139 sépultures de soldats  de la Première Guerre mondiale dont 10 sont non identifiés.

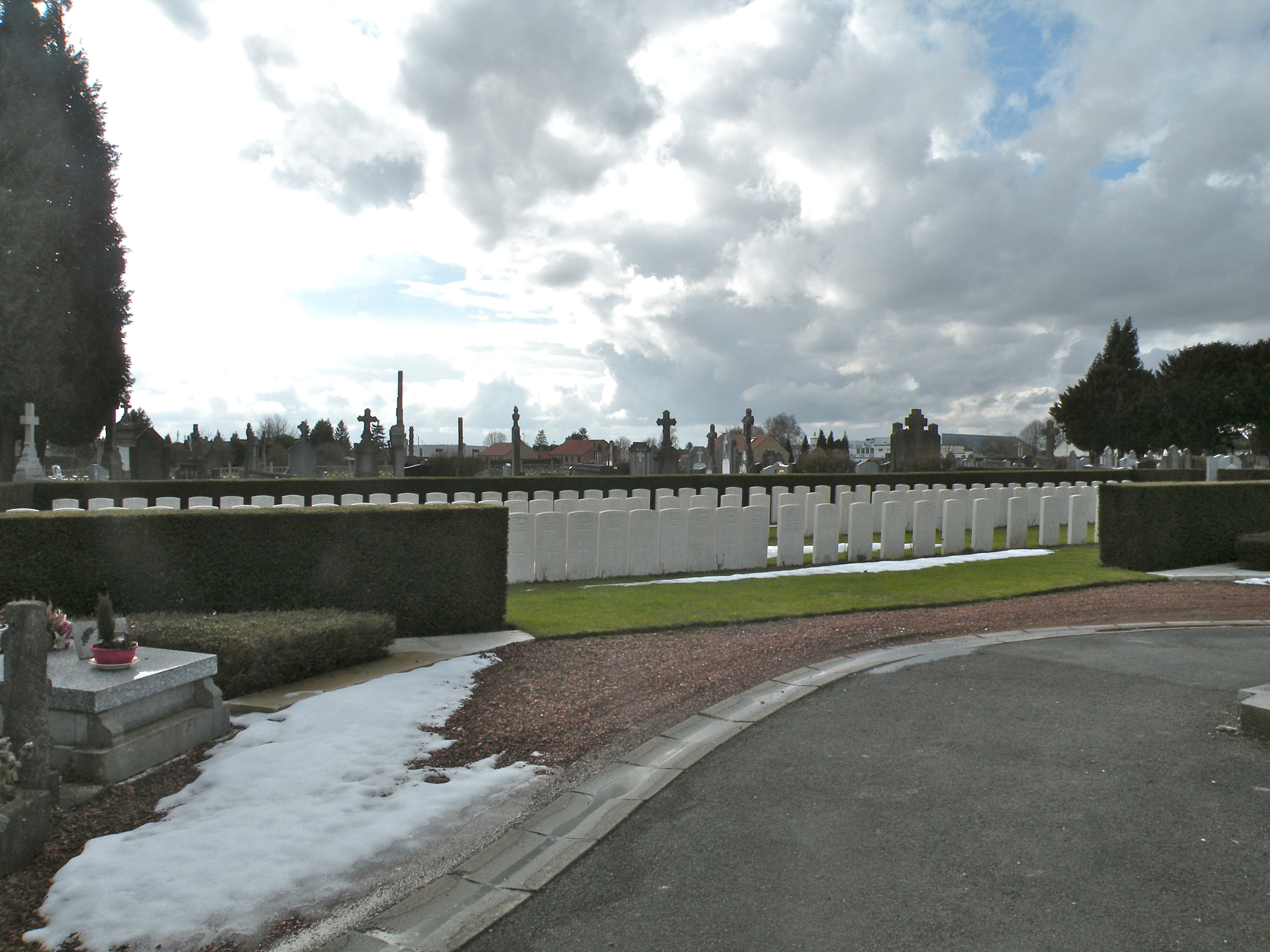

## Sépultures
| Pays        | Sépultures |
| ----------- | ---------- |
| Royaume-Uni | 133        |
| Canada      | 6          |
| Total       | 139        |

### Liens Externes
http://www.inmemories.com/Cemeteries/iwuy.htm